# ザ・トレメローズ
ザ・トレメローズ（The Tremeloes）は、イギリスのバンド。1960年代初頭から1970年代までブリティッシュ・インヴェイジョンのバンドとして活躍した。デッカ・レコード時代は、ブライアン・プール＆ザ・トレメローズと名乗っていた。アメリカのビーチ・ボーイズやフォー・シーズンズの様なコーラス・ワークで有名である。

## 来歴

### デビュー前
イギリスエセックス州ダゲナムにて、ブライアン・プール（ボーカル）を中心に1958年結成。結成当初はトレミロズ（Tremillos）と名乗っていたが、新聞記者が間違えてトレメローズ（Tremeloes）と紹介し、そのまま後者の方をバンド名とした。主にバディ・ホリーの曲を演奏していた。
1962年1月1日、ビートルズとデッカ・レコードのオーディションを受けた。結果は、演奏力が優れていたのと、比較的ロンドンに近く連絡を取りやすかったトレメローズが選ばれた（しかし、後にビートルズが大成功を収めたため、トレメローズを獲ったディレクターのディック・ロウはその後ジョージ・ハリスンの助言でローリング・ストーンズを獲得するまで社内での立場を悪くすることとなる）。同年、デビューシングルを出すもヒットせず、約1年ヒットは出なかった。1963年、ビートルズもカバーしていた「ツイスト・アンド・シャウト」がイギリスのチャートで最高位4位を記録、デイヴ・クラーク・ファイヴと競作になった次のシングル『ドゥー・ユー・ラヴ・ミー』が1位を記録した。この他にも、「サムワン・サムワン」、「アイ・ウォント・キャンディ」等のヒットを連発した。しかし、1965年を境にヒットが出せなくなり、ブライアン・プールがソロ・シンガーとして離脱、トレメローズもデッカ・レコードを離れ、CBSレコードに移籍（ブライアン・プールもヒットを出せず、ビジネス界に転向）。

### 第二の黄金期
1966年、アラン・ハワードが辞め、後にルベッツのメンバーになるミック・クラークが加入し、アラン・ブレイクリー、リック・ウェストウッド、デイヴ・マンデンの4人で再出発。サイモン&ガーファンクルの「ブレスド」でデビュー。次のシングル『グッド・デイ・サンシャイン』のB面でミック・クラークが脱退、レン・“チップ”・ホークスが加入し、顔ぶれが一定する。
1967年、キャット・スティーヴンスの「君と踊ろう」がイギリスで4位を記録、そして次のシングル、フォー・シーズンズの「サイレンス・イズ・ゴールデン」が1位を記録。アメリカでも11位を記録し、デッカ・レコード時代よりも成功を収める。
1968年に発売されたボブ・ディラン作の「アイ・シャル・ビー・リリースト」にトレメローズは触発され、これ以降はブレイクリーとホークスが作曲コンビを作り、自作曲を多数作る。
他にも、「福と禍 (Even The Bad Times Are Good)」「君だけの世界（Be Mine）」「虹の立つ丘 (Suddenly You Love Me)」「マイ・リトル・レディ (My Little Lady)」「ぼくはナンバーワン (Call Me Number One)」といったヒットを1971年頃まで連発する。

### ヒット後
1971年に出した「ライト・ウィール・レフト・ハンマー・シャム」を境に本国イギリスでヒットが出せなくなった。ドイツ等ではヒットを出したが、これを皮切りに、メンバーの入れ替わりが顕著になる。まずウェストウッドが抜け、ボブ・ベンハムが加入する。続いてブレイクリー、ホークスといった主要メンバーが抜け、アーロン・ウーリーが加入、ウェストウッドが戻って来る。メンバー入れ替えが激しい中でも、マンデンは残った。1983年、10年ぶりにブレイクリー、ウェストウッド、マンデン、ホークスの4人が戻り、F.R.デイヴィッドの「ワーズ」で小ヒットを出す。
1980年代後半、ホークスの息子チェズニー・ホークスの歌手デビューに伴い、ホークスはプロデューサーに転向のため脱退。デイヴ・フライヤー、ジョー・ギリンガムが加入、活動を続ける。
1996年、ブレイクリーが癌のため54歳で他界。ブレイクリー亡き後も、4人体制で活動を続ける。プールも1980年代に音楽活動を再開し、時折トレメローズと一緒にツアーもする。ホークスも歌手活動を再開し、プール同様、トレメローズと時折行動を共にする。2005年、フライヤーが脱退、ジェフ・ブラウンが加入。2012年後半、ウェストウッドが引退。新メンバーに、エディ・ジョーンズが加入。
2020年10月15日、デイヴ・マンデンが76歳で死去。

## メンバー
| ザ・トレメローズ - エディ・ウィーラー（Eddie Wheeler） - ギター、ボーカル（2021年 - ） - レン・“チップ”・ホークス（Len "Chip" Hawkes） - ベース、ボーカル（1966年 - 1972年、1979年 - 1988年、2019年 - ） - ミック・クラーク（Mick Clarke） - ベース、ボーカル（1966年 - 1967年、1992年 - 1996年、2019年 - ） - リチャード・マーシュ（Richard Marsh） - ギター、ボーカル（2019年 - ） - ジョディ・ホークス（Jodie Hawkes） - ドラムス、ボーカル（2019年 - ） ザ・トレムズ - ジョー・ギリンガム（Joe Gillingham） - キーボード、ボーカル（1988年 - ） - ジェフ・ブラウン（Jeff Brown） - ベース、ボーカル（2005年 - ） - シド・トゥインハム（Syd Twynham） - ギター、ボーカル（2014年 - ） - フィル・ライト（Phil Wright） - ドラムス、ボーカル（2019年 - ） | - リック・ウェストウッド（Richard Westwood） - ギター、ボーカル（1961年 - 2019年） - デイヴ・マンデン（David Munden） - ドラムス、ボーカル（1958年 - 2018年）※2020年死去 - アラン・ブレイクリー（Alan Blakley） - リズムギター、キーボード、ボーカル（1958年 - 1972年、1979年 - 1996年）※1996年死去 - ブライアン・プール（Brian Poole） - ボーカル（1958年 - 1966年、2006年、2016年） - アラン・ハワード（Alan Howard） - ベース、ボーカル（1958年 - 1966年） - ロン・タウンゼント（Ron Townsend） - ギター、ボーカル（1958年 - 1959年） - ボブ・ベンハム（Bob Benham） - ギター、ボーカル（1972年 - 1979年） - アーロン・ウーリー（Aaron Wooley） - ギター、ボーカル（1975年 - 1977年） - デイヴ・フライヤー（Dave Fryer） - ベース、ボーカル（1988年 - 2005年） - エディ・ジョーンズ（Eddie Jones） - ギター、ボーカル（2013年 - 2014年） |

## ディスコグラフィ

### シングル
| 発売年 | タイトル                     | 最高位 | 最高位 | 認定 （RIAA） |
| 発売年 | タイトル                     | UK     | US     | 認定 （RIAA） |
| ------ | ---------------------------- | ------ | ------ | ------------- |
| 1962年 | "Twist Little Sister"        | —      | —      | —             |
| 1962年 | "Blue"                       | —      | —      | —             |
| 1963年 | "A Very Good Year For Girls" | —      | —      | —             |
| 1963年 | "Keep On Dancing"            | —      | —      | —             |
| 1963年 | "Twist And Shout"            | 4      | —      | —             |
| 1963年 | "Do You Love Me"             | 1      | —      | —             |
| 1963年 | "I Can Dance"                | 31     | —      | —             |
| 1964年 | "Candy Man"                  | 6      | —      | —             |
| 1964年 | "Someone, Someone"           | 2      | 97     | —             |
| 1964年 | "Twelve Steps Of Love"       | 32     | —      | —             |
| 1965年 | "The Three Bells"            | 17     | —      | —             |
| 1965年 | "After A While"              | —      | —      | —             |
| 1965年 | "I Want Candy"               | 25     | —      | —             |
| 1965年 | "Good Lovin'"                | —      | —      | —             |

| 発売年 | タイトル                         | 最高位 | 最高位 | 認定 （RIAA） |
| 発売年 | タイトル                         | UK     | US     | 認定 （RIAA） |
| ------ | -------------------------------- | ------ | ------ | ------------- |
| 1966年 | "Blessed"                        | —      | —      | —             |
| 1966年 | "Good Day Sunshine"              | —      | —      | —             |
| 1967年 | "Here Comes My Baby"             | 4      | 13     | ゴールド      |
| 1967年 | "Silence Is Golden (song)"       | 1      | 11     | ゴールド      |
| 1967年 | "Even The Bad Times Are Good"    | 4      | 36     | ゴールド      |
| 1967年 | "Be Mine"                        | 39     | —      | —             |
| 1968年 | "Suddenly You Love Me"           | 6      | 44     | —             |
| 1968年 | "Helule, Helule"                 | 14     | —      | —             |
| 1968年 | "My Little Lady"                 | 6      | —      | —             |
| 1968年 | "I Shall Be Released"            | 29     | —      | —             |
| 1969年 | "Hello World"                    | 14     | —      | —             |
| 1969年 | "Once On A Sunday Morning"       | —      | —      | —             |
| 1969年 | "(Call Me) Number One"           | 2      | —      | —             |
| 1970年 | "By The Way"                     | 35     | —      | —             |
| 1970年 | "Me And My Life"                 | 4      | —      | —             |
| 1971年 | "Right Wheel, Left Hammer, Sham" | 46     | —      | —             |
| 1971年 | "Hello, Buddy"                   | 32     | —      | —             |
| 1972年 | "I Like It That Way"             | —      | —      | —             |
| 1972年 | "Blue Suede Tie"                 | —      | —      | —             |
| 1973年 | "Make It, Break It"              | —      | —      | —             |
| 1973年 | "You Can't Touch Sue"            | —      | —      | —             |
| 1973年 | "Ride On"                        | —      | —      | —             |
| 1974年 | "Do I Love You?"                 | —      | —      | —             |
| 1974年 | "Say O.K. (Say You Love Me)"     | —      | —      | —             |
| 1974年 | "Good Time Band"                 | —      | —      | —             |
| 1975年 | "Rocking Circus"                 | —      | —      | —             |
| 1976年 | "Caminando"                      | —      | —      | —             |
| 1977年 | "Gin Gang Goolie"                | —      | —      | —             |
| 1978年 | "Lonely Nights"                  | —      | —      | —             |
| 1979年 | "Lights Of Port Royal"           | —      | —      | —             |
| 1983年 | "Words"                          | 91     | —      | —             |
| 1987年 | "Angel Of The Morning"           | —      | —      | —             |
| 1989年 | "Lean on Me Baby"                | —      | —      | —             |

### アルバム

#### ブライアン・プール&ザ・トレメローズ名義
LP
- Big Hits Of '62（1963年5月）
- Twist And Shout（1964年4月）
- Brian Poole Is Here!（1965年4月）
- It's About Time（1965年4月）

EP
- Swinging on a Star（1964年1月）
- Time Is on My Side（1965年3月）

#### ザ・トレメローズ名義
- Here Come The Tremeloes（1967年5月）
- Even The Bad Times Are Good / Silence Is Golden（1967年10月）
- Alan, Dave, Rick And Chip（1967年11月）
- Suddenly You Love Me（1968年3月）
- World Explosion!（1968年5月）
- Live In Cabaret（1969年8月）
- May Morning（1970年2月）
- Master（1970年11月）
- Shiner（1974年11月）
- Don't Let The Music Die（1975年7月）